# Округ Брадфорд (Флорида)
Брадфорд (енгл. Bradford County) је округ у америчкој савезној држави Флорида. По попису из 2010. године број становника је 28.520.

## Демографија
Према попису становништва из 2010. у округу је живело 28.520 становника, што је 2.432 (9,3%) становника више него 2000. године.
| Група             | 2000.          | 2010.          |
| Белци             | 19.559 (75,0%) | 21.066 (73,9%) |
| Афроамериканци    | 5.423 (20,8%)  | 5.823 (20,4%)  |
| Азијати           | 158 (0,6%)     | 151 (0,5%)     |
| Хиспаноамериканци | 622 (2,4%)     | 1.020 (3,6%)   |
| Укупно            | 26.088         | 28.520         |